# Макдейд (Техас)
Макдейд (англ. McDade) — переписна місцевість (CDP) в США, в окрузі Бастроп штату Техас. Населення — 720 осіб (2020).

## Географія
Макдейд розташований за координатами 30°16′44″ пн. ш. 97°15′8″ зх. д. / 30.27889° пн. ш. 97.25222° зх. д. (30.278806, -97.252337).  За даними Бюро перепису населення США в 2010 році переписна місцевість мала площу 10,41 км², з яких 10,37 км² — суходіл та 0,04 км² — водойми.

## Демографія
Згідно з переписом 2010 року, у переписній місцевості мешкало 685 осіб у 252 домогосподарствах у складі 182 родин. Густота населення становила 66 осіб/км².  Було 297 помешкань (29/км²).
Расовий склад населення:
| - 73,6 % — білих - 1,2 % — чорних або афроамериканців - 0,9 % — корінних американців - 0,6 % — азіатів - 21,8 % — осіб інших рас |

До двох чи більше рас належало 2,0 %. Частка іспаномовних становила 28,3 % від усіх жителів.
За віковим діапазоном населення розподілялося таким чином: 26,6 % — особи молодші 18 років, 62,9 % — особи у віці 18—64 років, 10,5 % — особи у віці 65 років та старші. Медіана віку мешканця становила 37,5 року. На 100 осіб жіночої статі у переписній місцевості припадало 106,3 чоловіків;  на 100 жінок у віці від 18 років та старших — 105,3 чоловіків також старших 18 років.
Середній дохід на одне домашнє господарство  становив 66 933 долари США (медіана — 67 045), а середній дохід на одну сім'ю — 68 974 долари (медіана — 73 438). За межею бідності перебувало 20,0 % осіб, у тому числі 53,0 % дітей у віці до 18 років та 9,1 % осіб у віці 65 років та старших.
Цивільне працевлаштоване населення становило 443 особи. Основні галузі зайнятості: роздрібна торгівля — 18,1 %, освіта, охорона здоров'я та соціальна допомога — 15,3 %, будівництво — 15,1 %.